# رودخانه آکاپونتا
رودخانه آکاپونتا (به انگلیسی: Acaponeta River) رودخانه‌ای است که در مکزیک جریان دارد.